# Пробійна (річка)
Пробійна — річка стариця в Україні, у Охтирському районі Сумської області. Ліва притока Ворскли (басейн Дніпра).

## Опис
Довжина річки приблизно 4,5 км.

## Розташування
Витікає з річки Рукав Киселиха на північно-західній околиці Лутище. Тече переважно на південний захід і на північно-західній стороні від Українки впадає у річку Ворсклу, ліву притоку Дніпра.